# کالین مک‌کریدی
کالین مک‌کریدی (انگلیسی: Colin McCredie؛ زادهٔ ۸ ژوئن ۱۹۷۲) بازیگر اهل بریتانیا است.
از فیلم‌ها یا مجموعه‌های تلویزیونی که وی در آن‌ها نقش داشته‌است، می‌توان به تاگارت، پاندایمونیوم، چهره‌های کوچک و قبر کم‌عمق اشاره نمود.